# Adalia
Adalia là một chi bọ cánh cứng trong họ Coccinellidae.

## Các loài
Chi này gồm 2 loài, Adalia bipunctata và Adalia decempunctata.

## Sinh thái và sinh địa
Adalia bipunctata có mặt ở châu Âu, châu Á, Bắc Mỹ và New Zealand.

## Hình ảnh

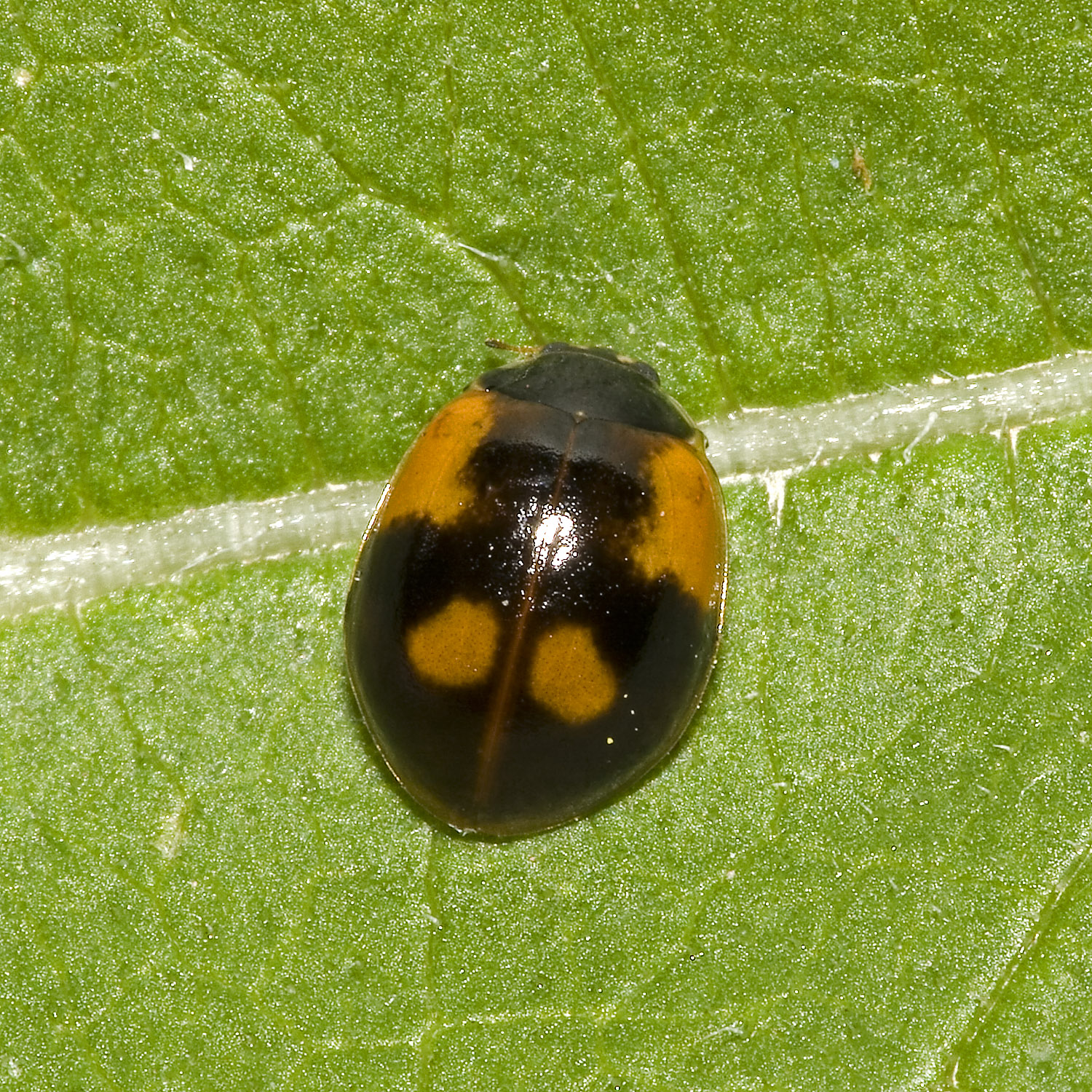
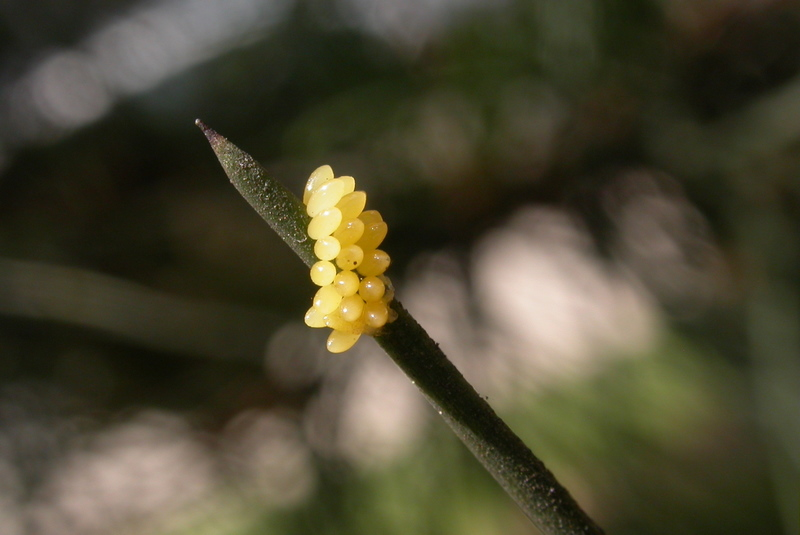
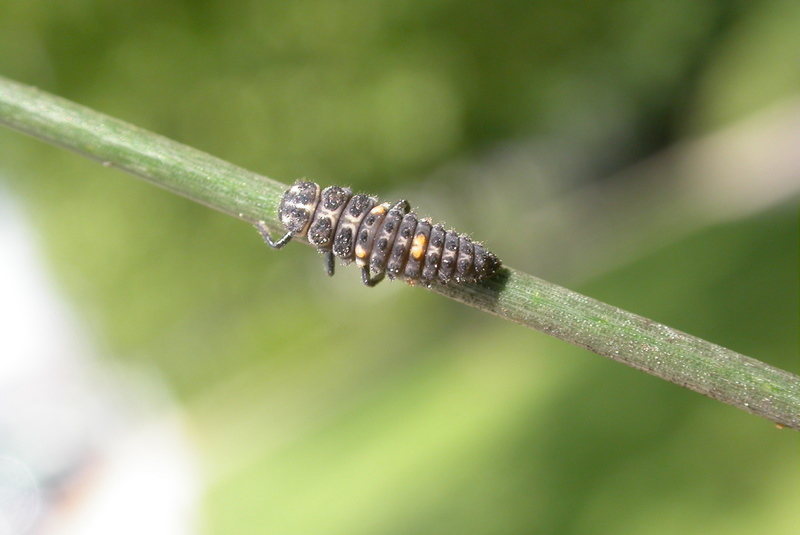
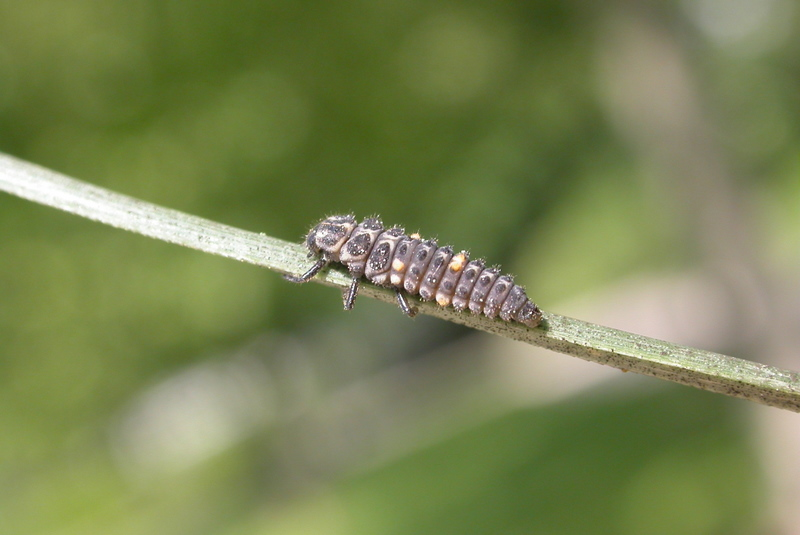